# Raquel Corral
Raquel Corral Aznar (ur. 1 grudnia 1980 w Madrycie) – hiszpańska pływaczka synchroniczna, medalistka olimpijska z Pekinu i olimpijka z Aten, sześciokrotna medalistka mistrzostw świata.
W 2004 wystąpiła w rozgrywanych w Atenach letnich igrzyskach olimpijskich, podczas których rywalizowała w konkurencji drużyn i zajęła 4. pozycję z rezultatem 96,751 pkt. Cztery lata później startowała w letnich igrzyskach olimpijskich w Pekinie, biorąc tam udział także wyłącznie w rywalizacji drużyn i zdobywając srebrny medal dzięki rezultatowi 98,251 pkt.
Począwszy od 2001 roku, pięciokrotnie startowała w mistrzostwach świata – medale zdobywała na czempionatach w Barcelonie (1 srebrny), Montrealu (2 brązowe) i Rzymie (1 złoty, 2 srebrne). W latach 2002–2008 na mistrzostwach Europy (Berlin, Madryt, Budapeszt, Eindhoven) wywalczyła siedem medali, w tym trzy złote.